# Erythroxylum revolutum
Erythroxylum revolutum är en tvåhjärtbladig växtart som beskrevs av Carl Friedrich Philipp von Martius. Erythroxylum revolutum ingår i släktet Erythroxylum och familjen Erythroxylaceae. Inga underarter finns listade i Catalogue of Life.